# Gregor von Nyssa

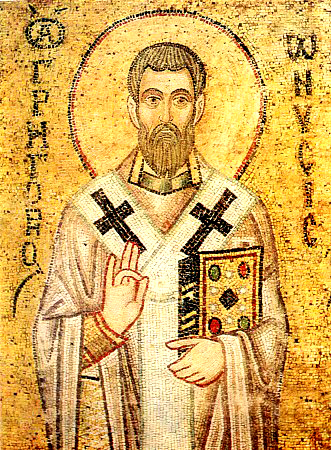
Gregor von Nyssa, Mosaik aus dem 11. Jahrhundert

Gregor von Nyssa, auch Gregorius oder Gregorios (* um 335/340; † nach 394), war ein christlicher Bischof, Heiliger und Kirchenlehrer. Er war ein jüngerer Bruder des Basilius von Caesarea und ein guter Freund Gregors von Nazianz. Diese drei werden als die kappadokischen Väter bezeichnet. Eine besonders hohe Wertschätzung genießen sie in der orthodoxen Kirche. Gregor wurde 372 Bischof von Nyssa. Er nahm am Ersten Konzil von Konstantinopel teil und verteidigte das Bekenntnis von Nicäa gegen die Arianer. Seine Gotteslehre stellt einen ersten Höhepunkt der Verschmelzung christlichen und platonischen Denkens dar. Gregor gilt als größter christlich-philosophischer Denker seiner Zeit. Er war zugleich einer der großen Mystiker.

## Leben und Wirken

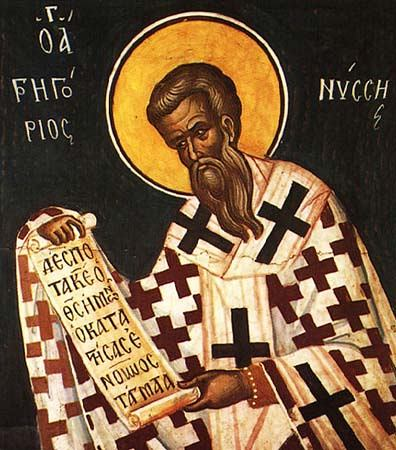
Gregor von Nyssa, Fresko aus dem 14. Jahrhundert

### Herkunft und Jugend
Gregor wurde als zweitjüngster Sohn von zehn Kindern einer wohlhabenden kappadokischen Familie geboren, die seit mehreren Generationen christlich war. Sein Geburtsdatum liegt sehr wahrscheinlich zwischen 335 und 340. Zumindest von der mütterlichen Seite her war seine Familie wohl auch adelig. Sein Vater, Basilius der Ältere, war Rhetor in Neocaesarea und starb früh. Über Gregors Jugend ist wenig bekannt. Er erhielt eine hervorragende rhetorische Ausbildung. Er selbst bezeichnete seinen ältesten, hochgebildeten Bruder Basilius als seinen Meister. Auch seine Großmutter Makrina (die Ältere) und seine Mutter Emmelia haben ihn wohl beeinflusst, ganz besonders aber seine älteste Schwester, die ebenfalls Makrina (die Jüngere) hieß. Gregor stellt sie in Über die Seele und die Auferstehung in der Rolle der Lehrerin dar, gleichsam als zweite Diotima. Seine Schwester wurde für die Entwicklung des weiblichen Mönchtums wegweisend.

### Vom Lektor zum Bischof
Gregor war Anfang der 360er Jahre kirchlicher Lektor. Er wurde zeitweilig Rhetor und war verheiratet. Ob Theosebia, nach deren Tod Gregor von Nazianz ihm kondolierte, seine Frau oder Schwester war, ist nicht zu entscheiden, ebenso, ob der zweimal in den Briefen genannte Kynegios sein Sohn war. Die familiären Verhältnisse Gregors sind insgesamt unsicher und umstritten. Ausweislich seiner Schriften hat er sich intensiv mit heidnisch-philosophischer Bildung beschäftigt. Dann gab er aber seinen Beruf auf und zog sich vorübergehend in die Einsamkeit des Mönchslebens zurück. Seit 371/372 wirkte Gregor als Bischof von Nyssa am Halys. Sein Bruder Basilius hatte ihm das neugeschaffene Bistum aus kirchenpolitischen Erwägungen anvertraut. Dessen Erwartungen scheint Gregor nicht erfüllt zu haben. Gregor wurde 375 von seinen arianischen Gegnern beschuldigt, Kirchengut verschwendet zu haben. 376 wurde er deswegen auf einer Synode der pontischen und galatischen arianischen Bischöfe zu Nyssa in Abwesenheit abgesetzt. Nach dem Tod des pro-arianisch eingestellten Kaisers Valens kehrte Gregor als Bischof nach Nyssa zurück. 379 besuchte er die Synode von Antiochia, im selben Jahr war Basilius gestorben. Nach dessen Tod führte Gregor die Auseinandersetzung mit dem Arianer Eunomius fort. Das daraus erwachsene Hauptwerk Gregors, Contra Eunomium, kann als Abschluss der trinitätstheologischen Entwicklung im 3. Jahrhundert angesehen werden. Den theologischen Ansätzen seines Bruders Basilius blieb Gregor sein Leben lang treu. Dabei zeigt er sich aber zugleich als ein bemerkenswerter Denker, der die Gedanken seines Bruders eigenständig rational begründete und spekulativ entfaltete. Gregor verteidigte gegen Eunomius die volle Gottheit und die volle Menschheit Christi. Jesus Christus könne keine Zwischenposition zwischen Gott und Mensch haben. Er besitze sowohl die göttliche als auch die menschliche Natur vollkommen.
380 wurde Gregor gegen seinen Willen zum Bischof von Sebaste in Kleinarmenien gewählt, konnte sich dieser Aufgabe aber entziehen. 381 oder 382 wurde sein jüngerer Bruder Peter von Sebaste Bischof von Sebaste.

### Das Erste Konzil von Konstantinopel
381 n. Chr. auf der zweiten ökumenischen Synode der Kirche, nämlich dem Ersten Konzil von Konstantinopel, war Gregor von Nyssa einer der bedeutendsten Synodalen und ein Hauptverteidiger der Orthodoxie. Der Vorsitzende Meletios von Antiochien starb kurz nach dem Beginn der Verhandlungen. Gregor von Nyssa hielt die Trauerrede. Während Gregor von Nazianz frühzeitig abreiste, prägte der Bischof von Nyssa das Bekenntnis des Konzils. Dabei setzte er gemeinsam mit anderen insbesondere durch:
- die Rückbesinnung auf das Bekenntnis von Nicäa,
- die Lehre von der einen Ousia in drei Hypostasen sowie
- die Anerkennung der Gottheit des Heiligen Geistes. Dieser ist „vom Vater ausgehend“, „souverän gebietend“ und „lebenschaffend“.

Mit dem Ersten Konzil von Konstantinopel ist – zumindest für die griechisch-orthodoxe Theologie – das Trinitätsdogma einschließlich der Lehre vom Heiligen Geist zu einer abschließenden Formulierung gelangt. Das Konzil ernannte Gregor zu einem von mehreren sogenannten „Normalbischöfen“. Man musste mit ihm theologisch übereinstimmen, um nicht als Häretiker verurteilt zu werden.

### Einsatz für das Dogma
Gregors Stellung in der Griechisch sprechenden Kirche war nun ungewöhnlich einflussreich. 381 reiste Gregor im Auftrag des Konzils in die römische Provinz Arabia Petraea. Er besuchte auf dieser Reise auch Jerusalem, um dort in theologischen Streitigkeiten zu vermitteln. Der Besuch der heiligen Stätten berührte ihn sehr. Auf zahlreichen weiteren Synoden verschaffte er dem Dogma von 381 Geltung. Er nahm auch an den Religionsverhandlungen 383 in Konstantinopel teil. Dass er bei der Synode von 383 anwesend war, ist durch seine Ansprache De deitate filii et spiritus sancti belegt. 386 hielt er der Prinzessin Pulcheria und kurz darauf der Kaiserin Aelia Flaccilla die Leichenrede. Letztmals wird er 394 in den Akten einer Synode in Konstantinopel erwähnt. Über sein genaues Todesdatum ist nichts bekannt.
Zu Gregors großen literarischen Werken gehören die Auslegungen der Genesis, des Hohenlieds, der Psalmeninskriptionen, des Predigers Salomo, des Vaterunsers und der Seligpreisungen. Bedeutend sind auch seine Schrift Über die Seele und die Auferstehung sowie der Antirrheticus gegen Apollinaris von Laodicea. Sichere Grundlagen für eine genaue Datierung aller Schriften Gregors fehlen.

## Lehre

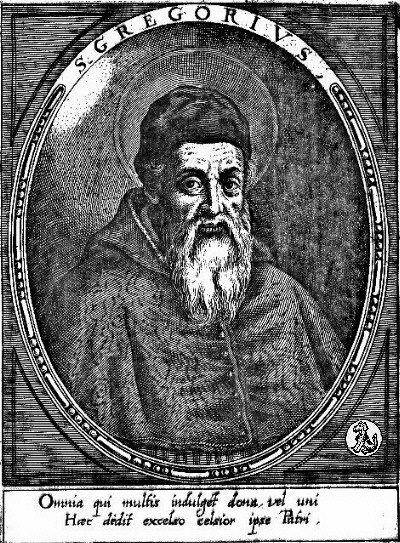
Gregor von Nyssa

Gregor von Nyssa war mit den philosophisch-theologischen Strömungen seiner Zeit bestens vertraut. Sein Bildungserbe war nicht nur angelernt, sondern ein lebendiger Besitz, der eine fruchtbare Synthese ermöglichte zwischen dem christlichen Erbe und der überkommenen Philosophie. Er besaß ein großes Feingefühl für die philosophischen und ästhetischen Werte der griechischen Überlieferung. Gregor hat die neuplatonische Philosophie so modifiziert und korrigiert, dass sie sich in seinen christlichen Glauben einfügen konnte. Die von ihm verwendeten Quellen gibt er fast nie an. Die Gedanken und Metaphern, die er übernimmt, verarbeitet er häufig in einem neuen Zusammenhang. Aufgrund seines rhetorischen Talents ist es ihm möglich, in der biblischen Sprache, in der Fachsprache der Platoniker oder in einer eigenen Ausdrucksweise zu schreiben, die durch keine Modelle vorgeprägt ist. Sein Kommentar zum Hohelied wurde zur Zeit der Kirchenväter als die Metaphysik der christlichen Philosophie angesehen.

### Materielles und intelligibles Sein
Gregor unterschied in der platonischen Tradition zwischen einem materiellen und einem intelligibel-immateriellen Sein. Das materiell Seiende ist durch Zeitlichkeit und die Grenzen der kategorialen Bestimmtheit gekennzeichnet. Es kann nicht aus sich heraustreten. Es hat sein Sein in den naturhaft vorgegebenen Grenzen. Jedes Einzelne, das in den eigenen natürlichen Grenzen verharrt, ist nur, solange es innerhalb der eigenen Grenzen bleibt. Wenn es aber außerhalb seiner selbst tritt, wird es auch außerhalb des Seins sein. Das Böse ist das Verlassen der Grenzen des Seienden. Wenn etwas vom Seienden abfällt, ist es auch nicht mehr im Sein. Die Schlechtigkeit an sich gibt es gar nicht. Nur die Nichtexistenz des Schönen wird zur Schlechtigkeit. In der Schlechtigkeit ist kein eigentliches Sein. Der im Nichts Werdende – dies ist eigentlich die Schlechtigkeit – wird vernichtet. Die Erschaffung der materiellen Welt aus der reinen Geistigkeit Gottes erklärt Gregor dadurch, dass er alles Körperliche in geistige, intelligible Elemente auflöst. Das Intelligible ist als das Grenzenlose zu verstehen. Gregor unterschied dabei zwischen der ungeschaffenen und der geschaffenen intelligiblen Natur. Damit begründete er metaphysisch eine spezifisch christliche Unterteilung alles Seienden in Geschaffenes und Ungeschaffenes. Die ungeschaffene Natur besitzt alle Vollkommenheiten aus sich selbst heraus. Sie ist die Vollkommenheit und Güte selbst. Sie ist unwandelbar und unbeschränkt. Deshalb lässt sie keine Stufen des mehr oder weniger sowie des früher oder später zu. Die ungeschaffene intelligible Natur ist das, was im Sinne des wahren Seins eigentlich ist. Es entzieht sich aller menschlichen Erkenntnis, Sprache und Auslegung. Es ist über jede Hinzufügung erhaben und gegenüber jeder Verringerung unempfänglich. Es ist sich stets gleichbleibend und wahrhaft seiend. Es ist in einem ausgezeichneten Sinn das Grenzenlose als ein aktuell Unendliches. Dagegen ist das Sein der menschlichen Seele ein geschaffenes intelligibles Sein. Dieses strebt unaufhörlich und begierdevoll zu dem göttlichen, wahrhaft seienden grenzenlosen Sein. Damit kommt dann auch der Seele in gewisser Hinsicht der Charakter der Grenzenlosigkeit zu. Gregor verwarf die Lehre des Origenes von der Präexistenz der Seele. Auch den Gedanken einer Seelenwanderung lehnte er systematisch ab. Die Seele sei eine immaterielle, einfache Substanz (haplê kai asynthetos physis). Sie sei ganz in ihrem Leib und werde mit ihm zugleich geschaffen. Sie durchdringe den Leib und er sei in ihr. Bei der Auferstehung vereinige sich die Seele wieder mit ihrem Leib.

### Unendlichkeit Gottes
Gregor von Nyssa hat mit ungewöhnlichem Nachdruck die Unbegreiflichkeit Gottes vertreten. Zu diesem Zweck hat er alle ihm bekannten Abwandlungen des Unendlichen herangezogen. Er hat den horror infiniti des klassischen Griechentums vollständig überwunden. Die Unendlichkeit wird bei Gregor zum Zentrum der Gotteslehre. Er bezieht als erster den Begriff des Unendlichen in einer zentralen Bedeutung auf die unendliche Wirklichkeit Gottes. Diesem Begriff setzt er dann die geschaffene Welt entgegen. Die vom Neuplatonismus entwickelte durchgängige Seinshierarchie hat er damit durchbrochen. Indem Gregor im Gedanken des Unendlichen die Grundform des Gottesgedankens erkannt hat, erbrachte er einen epochalen Beitrag zur Gotteslehre. Die Grundform des Gottesgedankens ist entgegen seinen arianischen Gegnern nicht mehr im Begriff einer ersten Ursache zu suchen. Die Erstursächlicheit wird zu einem untergeordneten Moment, ohne allerdings aus dem Gottesgedanken zu entschwinden. Unendlichkeit ist schrankenlose Vollkommenheit. Sie ist undurchschreitbar für das menschliche Denken. Das Unendliche sperrt sich gegen die Gesetze der Vernunft und lässt sich nicht von ihr einfangen. Deshalb begründet die Unendlichkeit die Unbegreiflichkeit Gottes. Die Unendlichkeit Gottes führt dazu, dass die Bewegung des Denkens ins Unendliche läuft, wenn sie Gott zu ihrem Ziel macht. Damit ist Gott während jeder möglichen Erkenntnisstufe unendlich weit entfernt. Jede gewonnene Erkenntnis wird zu einem Ausgangspunkt für eine noch größere Erkenntnis.

### Trinität
Gregor beteiligte sich an der Entwicklung der Trinitätslehre, wobei er sich auf die Gotteslehre seines Bruders Basilius und ihres gemeinsamen Freundes Gregor von Nazianz stützte. Für die drei Kappadokier liegt der Sachgrund der Trinitätserkenntnis in der parataktischen Offenbarung der drei Namen im Taufbefehl (Mt 28,19 ). Gregor betont dabei die Wesenseinheit Gottes. Gott ist das einheitliche Wesen, das sich in drei Personen, den Hypostasen, darstellt:
- Vater als Ursprung, seinerseits ursprungslos und ungezeugt;
- Sohn, der vom Vater gezeugt ist;
- Heiliger Geist, der aus dem Vater hervorgegangen und zugleich Geist Christi ist.

Die Art und Weise des Eigenstands von Sohn und Heiligem Geist über die Benennungen „Zeugen“ und „Hervorgehen“ hinaus ist als unergründliches Glaubensgeheimnis nicht weiter zu hinterfragen. Gregor vergleicht die Trinität mit einer in drei Lichtern leuchtenden Flamme. Dabei ist die Ursache des dritten Lichts die erste Flamme, die aufgrund der Austeilung auf die mittlere die äußerste entzündet. Der Heilige Geist hat den Grund seines Eigenstands aus dem ursprünglichen Licht. Gleichwohl leuchtet er durch den Sohn hervor. Durch die Verwendung dieser Licht-Metaphorik erläutert Gregor seine Lehre vom Hervorgang des Geistes durch den Sohn: Der Geist hat das Sein aus dem Vater und ist zugleich der Geist des Sohnes. Die zweite Person, der Logos, ist ewiges Leben, dem Willens- und Schöpferkraft zukommt. Mit den Vernunftkräften (sophoi te kai technikoi logoi) durchdringt Gott alles. Das Schöpfungs- und Heilswirken der drei Personen kann nicht als voneinander getrennt gedacht werden. Die ökonomischen Heilswirkungen Gottes, seine energeiai, kommen allen drei Hypostasen gemeinsam zu. Aus ihnen kann die trinitarische Distinktion deshalb nicht abgelesen werden. Das Wort Gott bezeichnet nach Gregor geradezu die eine Bewegung göttlichen Handelns, die vom Vater durch den Sohn und den Geist auf die Geschöpfe zukommt. Vater, Sohn und Geist bilden demnach bildlich gesprochen einen einzigen Strahl, der auf die Geschöpfe trifft. Die Trinität erweist sich bei Gregor als eine Vermittlung zwischen der heidnischen Vorstellung von einer Vielheit der Götter und dem jüdischen Glauben an die Einheit Gottes. Das Christentum verbindet nach Gregor beide Vorstellungen dialektisch miteinander, wobei es ein undurchdringliches Glaubensgeheimnis bleibt, wie die Hypostasen untereinander verschieden sein können und dennoch die Wesenseinheit bewahrt wird:

„Hast du die Unterscheidung in ihnen [Anm. den Hypostasen] erkannt, so gestattet wieder die Einheit der Natur die Zerteilung nicht, so dass weder die Macht der Alleinherrschaft zerspalten wird durch Zerlegung in verschiedene Gottheiten, noch mit der jüdischen Auffassung unsere Lehre zusammentrifft, sondern mitten durch beide Ansichten die Wahrheit hindurchgeht. […] Denn gleichsam ein Heilmittel ist für die bezüglich der Einheit Irrenden die Dreizahl, für die in die Vielzahl Zersplitterten aber die Lehre von der Einheit.“

### Aufstieg zu Gott
Gregor von Nyssa widmete sich in der mystischen Kontemplation der einen geistigen Schönheit, die als göttliches Urbild aller schönen Dinge durch seine irdischen Abbilder hindurchschimmere. Er verband Platons Auffassung von Philosophie als Verähnlichung mit Gott und die christliche Auffassung des Menschen, den Gott nach seinem Bilde schuf. Die Mystik Gregors zielt nicht auf eine Vereinigung, sondern auf eine Verähnlichung mit Gott (homoiosis). Gott sei die unendliche Fülle des Guten. Das wahre Leben des Menschen bestehe in der Teilhabe an Gott und seiner Güte. Gregor interpretiert die Ebenbildlichkeit und die Angleichung an Gott vom Gedanken der Teilhabe her. Die Vollkommenheit des Menschen bestehe in dem beständigen Fortschritt der Teilhabe an Gott. Diese Teilhabe schließt zumindest in ihrer volleren Entfaltung eine beglückende Gemeinschaft mit Gott wesentlich ein. Der fortschreitende Aufstiegsweg zu Gott führt über drei Stufen:
- Reinigung, entspricht als Grunderfahrung bei Moses dem brennenden Dornbusch (Ex 3,2 EU);
- Erleuchtung, entspricht der Führung in der Wüste durch die lichte Wolke bzw. die Feuersäule (Ex 13,21 EU);
- Einigung, entspricht dem Einswerden mit Gott in der blendenden Finsternis der dichten Wolke auf dem Berg Sinai (Ex 24,16 EU; Dtn 4,11 EU).

Diesen drei Stufen werden die Sakramente Taufe, Firmung und Eucharistie zugeordnet. Gregor hat das mystische Erleben als ἀπόλαυσις ϑεοῡ, also als ein Gottgenießen, beschrieben. In der Ekstase tritt die Seele als geschaffenes Sein aus den eigenen Grenzen. Sie dringt immer tiefer in die göttliche Wesenheit, ohne aber jemals an ein definitives Ende zu gelangen.

## Werke
Textkritische Edition (bis auf Band 4,2 abgeschlossen)
- Gregorii Nysseni Opera [kurz GNO]. Hg. Werner Jaeger et al. Berlin: Weidmann 1921–1925; Leiden: Brill, 1952ff.
  - 1: Contra Eunomium libri. Pars 1, Liber I et II (vulgo I et XII b). Ed. Werner Jaeger. Berlin 1921. Nachdruck Leiden 1960.
  - 2: Contra Eunomium libri. Pars 2, Liber III (vulgo III – XII); Refutatio confessiones eunomii (vulgo lib. II). Ed. Werner Jaeger. Berlin 1921. Nachdruck Leiden 1960.
  - 3,1: Opera dogmatica minora, Pars 1. Ed. Friedrich Müller. Leiden 1958.
  - 3,2: Opera dogmatica minora, Pars 2. Ed. J. Kenneth Downing. Leiden 1958.
  - 3,3: Opera dogmatica minora, Pars 3: De anima et resurrectione. Ed. Andreas Spira. Post mortem editoris praefationem accurate composuit Ekkehardus Mühlenberg. Leiden 2014.
  - 3,4: Opera dogmatica minora, Pars 4: Oratio catechetica. Ed. Ekkehard Mühlenberg. Leiden 1996.
  - 3,5: Opera dogmatica minora, Pars 5: Epistula canonica. Ed. Ekkehard Mühlenberg. Leiden 2008.
  - 4,1: Opera exegetica in Genesim, Pars 1: In Hexaemeron. Ed. Hubert R. Drobner. Leiden 2009.
  - 4,2: Opera exegetica in Genesim, Pars 2: De hominis opificio. Ed. Hadwig Hörner. In Vorbereitung.
  - 5: In inscriptiones psalmorum. In sextum psalmum. In ecclesiasten homiliae.  Ed. Jacobus McDonough. Leiden 1962. Nachdruck Leiden 1986.
  - 6: In canticum canticorum. Ed. Hermann Langerbeck. Leiden 1960. Nachdruck Leiden 1986.
  - 7,1: De vita Moysis. Ed. Herbert Musurillo. Leiden 1964.
  - 7,2: De oratione dominica. De beatitudinibus. Ed. Johannes F. Callahan. Leiden 1992.
  - 8,1: Opera ascetica. Ed. Werner Jaeger, Johannes P. Cavarnos, V. Woods Callahan. Leiden 1952. Nachdruck Leiden 1963, Leiden 1986.
  - 8,2: Epistulae. Ed. Giorgio Pasquali. Berlin 1925. Zweite Auflage, Leiden 1959.
  - 9: Sermones, Pars 1. Ed. Günter Heil et al. Leiden 1967.
  - 10,1: Sermones, Pars 2. Ed. A. van Heck, E. Gebhardt, Andreas Spira. Leiden 1961. Nachdruck Leiden 1967, Leiden 1990.
  - 10,2: Sermones, Pars 3. Ed. Friedhelm Mann, Ernst Rhein, Günter Heil. Leiden 1996.
  - Supplement: Auctorum incertorum vulgo Basilii vel Gregorii Nysseni Sermones de creatione hominis. Sermo de paradiso. Ed. Hadwig Hörner. Leiden 1972.

Ältere Sammeledition (praktisch vollständig)
- Patrologia Graeca, Bde. 44–46, hrsg von Jacques-Paul Migne. Migne, Paris 1857–1866 (alternativ online).

Sammelübersetzungen
- Des heiligen Bischofs Gregor von Nyssa Schriften. Aus dem Griechischen übersetzt (= Bibliothek der Kirchenväter. 1. Reihe, Band 56). J. Kösel – F. Pustet, Kempten/München 1927 (enthält: Acht Homilien über die acht Seligkeiten, Das Gebet des Herrn, Gespräch mit Makrina über Seele und Auferstehung, Große Katechese, Lebensbeschreibung seiner Schwester Makrina).

Einzelausgaben (lediglich teilweise mit wissenschaftlichem Anspruch)
- Über die Jungfräulichkeit (368) englisch online De virginitate

De virginitate

  - Wilhelm Blum: Über das Wesen des christlichen Bekenntnisses. Über die Vollkommenheit. Über die Jungfräulichkeit. Eingeleitet, übersetzt und mit Anmerkungen versehen (= Bibliothek der griechischen Literatur. Band 7). Hiersemann, Stuttgart 1977.
  - Michel Aubineau: Traité de la virginité. Introduction, texte critique, traduction, commentaire et index. Paris 1966
- Nicht drei Götter (375) englisch online
- Über die Taufe Christi (376) englisch online
- Über Pilgerfahrten (379) englisch online
- Über die Seele und die Auferstehung (380) englisch online
  - Catharine P. Roth: St. Gregory of Nyssa: The Soul and the Resurrection. St. Vladimir’s Seminary Press, Crestwood 1993.
- De hominis opificio – Über die Erschaffung des Menschen (380) englisch online engl. (GNO 20)
  - La création de l'homme. Introduction et traduction de Jean Laplace. Notes de Jean Daniélou, Paris 1944
  - De hominis opificio als digitalisierte Handschrift in griechischer Sprache der Staatsbibliothek Bamberg (Msc. Patr. 79)
- Über die Heilige Trinität und die Göttlichkeit des Heiligen Geistes (380) englisch online
- Grabrede über Meletius (381) englisch online engl.
- Gegen Eunomius (382/383) englisch online, fr: Réfutation de la profession de foi d'Eunome, Jan Van Parys, Luc Fritz 2007
  - Jürgen-André Röder: Gregor von Nyssa, Contra Eunomium I, 1–146. Eingeleitet, übersetzt und kommentiert. Lang, Frankfurt am Main 1993, ISBN 3-631-46077-5.
  - Stuart G. Hall: engl. Übers. von CE I, in: Lucas F. Mateo-Seco, J. Bastero (Hrsg.): El Contra Eunomium I. Ediciones Universidad de Navarra, Pamplona 1988.
  - Stuart G. Hall: engl. Übers. von CE II, in: Lenka Karfikova, Thomas Bohm, Scot Douglass, Johannes Zachhuber (Hrsg.): Gregory of Nyssa, Contra Eunomium II. An English Version with Supporting Studies Proceedings of the 10th International Colloquium on Gregory of Nyssa, Olomouc, September 15-18, 2004 (= Vigiliae Christianae Supplement. Band 82). Brill, Leiden 2007, ISBN 90-04-15518-X.
- Der grosse Katechismus (385) englisch online (bkv)
  - Josef Barbel: Die große katechetische Rede. Eingeleitet, übersetzt und kommentiert (= Bibliothek der griechischen Literatur. Band 1). Hiersemann, Stuttgart 1971.
- Leichenrede für Pulcheria (386)
  - Ulrike Gantz: Gregor von Nyssa, Oratio consolatoria in Pulcheriam (= Chrêsis. Band 6). Schwabe, Basel 1999, ISBN 3-7965-1101-5.
- In Sanctum Stephanum (386)
  - Otto Lendle: Encomium in Sanctum Stephanum Protomartyrem. Griechischer Text, eingeleitet und hrsg. mit apparatus criticus und übersetzt. Leiden 1968 (textkritische Ausgabe).
- Über den frühen Tod von Säuglingen (395) englisch online engl.
- Briefe
  - Anna M. Silvas: Gregory of Nyssa: the letters. Introduction, translation and commentary (= Vigiliae christianae Supplements. Band 83). Brill, Leiden 2007, ISBN 90-04-15290-3.
  - Dörte Teske: Gregor von Nyssa: Briefe. Eingeleitet, übersetzt und erledigt (= Bibliothek der griechischen Literatur. Band 43). Hiersemann, Stuttgart 1997, ISBN 3-7772-9701-1.
- Hoheliedkommentar (In canticum canticorum) (GNO 6)
  - Hans Urs von Balthasar: Gregor von Nyssa: Der versiegelte Quell. Auslegung des Hohen Liedes. In Kürzung übertragen und eingeleitet von Hans Urs von Balthasar. 3., nach der kritischen Ausgabe durchgesehene Aufl. Johannes-Verlag, Einsiedeln 1984, ISBN 3-265-10283-1.
  - Casimir McCambley, Archbishop Iakovos: Saint Gregory of Nyssa: Commentary on the Song of Songs (= Library of Ecclesiastical and Historical Sources. Band 12). Hellenic College Press, Brookline 1987.
  - Dünzl: Homilien zum Hohenlied (= Fontes Christiani. Band 16,1–3). 3 Teilbände, Herder, Freiburg 1994.
- De beatudinibus (orationes) (GNO 7, 77-170)
  - Hubertus R. Drobner, Albert Viciano: Gregory of Nyssa: Homilies on the Beatitudes. Brill, Leiden/Boston/Köln 2000.
  - Hilda C. Graef: The Lord’s Prayer. – The Beatitudes. translated and annotated (= Ancient Christian Writers. Band 18). Saint Gregory Paulist Press, TC Lawler 1954, ISBN 0-8091-0255-2
- Das Leben des Moses (GNO 7/1)
  - M. Blum: Der Aufstieg des Moses. Freiburg/Br. 1963.
  - Abraham J. Malherbe, Everett Ferguson: Life of Moses (Classics of Western Spirituality). Paulist Press, New York 1978.
- In Ecclesiasten homiliae (GNO 5)
  - Stuart G. Hall, Rachel Moriarty: Gregory of Nyssa: Homilies on Ecclesiastes. Proceedings of the Seventh International Colloquium on Gregory of Nyssam. Walter de Gruyter, Berlin 1993.
- In inscriptiones psalmorum (GNO 5, 24–175)
  - Ronald E. Heine: On the Inscriptions of the Psalms. Clarendon Press, Oxford 1995.
- De oratione dominica orationes (GNO 7, 5–75)
  - Hilda Graef: The Lord’s Prayer. – The Beatitudes. Translated and annotated (= Ancient Christian Writers. Band 18). Saint Gregory Paulist Press, TC Lawler 1954, ISBN 0-8091-0255-2.
- Vita sanctae Macrinae (auch in bkv)
  - P. Maraval: Grégoire de Nysse: Vie de sainte Macrine. Introduction, texte critique, traduction, notes et index (= Sources Chrétiennes. Band 178). Éditions du Cerf, Paris 1971.
- Apologia in Hexaemeron (engl.) (fr)
  - Franz Xaver Risch: Über das Sechstagewerk. Eingeleitet, ins Deutsche übersetzt und kommentiert (= Bibliothek der griechischen Literatur. Band 49). Hiersemann, Stuttgart 1999.

Historische Ausgaben
- Divini Gregorij Nyssae Episcopi qui fuit frater Basilij Magni Libri Octo: I De Homine. II De Anima. III De Elementis. IIII De Viribus animae. V De volu[n]tario et inuolu[n]tario VI De Fato. VII De Libero arbitrio. VIII De Prouidentia. Schurerius, Argentorati 1512, (Digitalisat); (weiteres Digitalisat) der Bayerischen Staatsbibliothek; (Digitalisat) der Thüringer Universitäts- und Landesbibliothek (Übersetzung aus dem Griechischen ins Lateinische durch Johannes Cuno)

Sonstige Einzel- und Auswahlübersetzungen
- Friedrich Julius Winter: Gregor von Nyssa: ausgewählte Reden. 1895.
- Franz Weissengruber, hrsg. von Severin Leidinger: Der hl. Bischof Gregor von Nyssa. St. Adalbero-Verlag der Benediktinerabtei Lambach 1960 (Werke in Auswahl).
- Jean Daniélou, Herbert Musurillo: From Glory to Glory. Texts from Gregory of Nyssa’s Mystical Writings. St. Vladimir’s Seminary Press, Crestwood 1997.
- Virginia W. Callahan: Saint Gregory of Nyssa: Ascetical Works (= The Fathers of the Church. Band 58). Catholic University Press, Washington 1967.
- William Moore, Henry A. Wilson: Select Writings and Letters of Gregory, Bishop of Nyssa (= A Select Library of Nicene and Post-Nicene Fathers of the Christian Church. Reihe 2, Band 5). Eerdmans, Grand Rapids 1954 (mit anderer Reihenfolge der Bücher von Gegen Eunomius als heute üblich!)

## Gedenktage
- evangelisch:
  - Evangelisch-Lutherische Kirche in Amerika: 14. Juni
  - Lutherische Kirche – Missouri-Synode: 10. Januar
- anglikanisch: 19. Juli
- römisch-katholisch: 10. Januar
- orthodox: 10. Januar
- syrisch-orthodox: 1. Januar
- armenisch: 10. Januar
- koptisch: 16. Januar, 14. Oktober, 22. November